# Raška (Fluss)
Die Raška (serbisch-kyrillisch Рашка) ist ein Fluss im Südosten von Serbien mit einer Länge von 60 km.
Der Fluss entspringt einer Quelle in der Nähe des Klosters Sopoćani in der Region Pešter. Ein Wasserkraftwerk mit 6 MW wird vom Fluss gespeist. Die Raška fließt bei der gleichnamigen Stadt Raška in den Fluss Ibar.